# 浜松市国民健康保険佐久間病院
浜松市国民健康保険佐久間病院（はままつしこくみんけんこうほけんさくまびょういん）は静岡県浜松市天竜区にある医療機関。浜松市病院事業の設置等に関する条例（昭和48年3月30日浜松市条例第16号）により設置された病院である。静岡県内に3カ所あるへき地医療拠点病院の一つである。

## 診療科目
- 内科
- 小児科
- 外科
- 整形外科
- 眼科
- リハビリテーション科
- 精神科

## 認定施設
- 保険医療機関
- 労災保険指定病院
- 生活保護法指定病院
- 結核指定医療機関
- 戦傷病者特別援護法
- 小児慢性特定疾患治療研究事業
- 特定疾患治療研究事業
- 原子爆弾被爆者一般疾病医療機関
- 労災保険二次健診等給付医療機関
- 指定居宅介護支援事業者
- 介護療養型医療施設
- 短期入所療養介護
- 救急告示病院

## 交通
- JR中部天竜駅下車。車で2分、徒歩5分。

## 附属施設
条例第2条第3項により、次の施設を置く。
- 浜松市国民健康保険佐久間病院附属山香診療所（浜松市天竜区佐久間町大井2421番地の2）
- 浜松市国民健康保険佐久間病院附属浦川診療所（浜松市天竜区佐久間町浦川2915番地の1）